# Anolis pijolense
Anolis pijolense — вид ігуаноподібних ящірок родини анолісових (Dactyloidae). Ендемік Гондурасу.

## Поширення і екологія
Anolis pijolense відомі з двох місцевостей, одна з яких розташованих в Національному парку Піко-Піхол, а друга — на горі Макусаль, обидві в департаменті Йоро. Вони живуть в гірських хмарних лісах, на висоті від 1440 до 2050 м над рівнем моря.

## Збереження
МСОП класифікує цей вид як такий, що перебуває під загрозою зникнення. Anolis pijolense загрожує знищення природного середовища.